# Первомайский (Иркутский район)
Первома́йский — посёлок в Иркутском районе Иркутской области России. Входит в Ушаковское муниципальное образование. 

## География
Находится в 15 км к востоку от центра города Иркутска, непосредственно примыкая с юго-востока к центру сельского поселения — селу Пивовариха.

## Население
| 2002 | 2010 | 2011 | 2012 |
| ---- | ---- | ---- | ---- |
| 140  | ↗243 | ↗245 | ↗263 |

По данным Всероссийской переписи, в 2010 году в посёлке проживали 243 человека (119 мужчин и 124 женщины).